# 초원의 빛 (1971년 영화)
"초원의 빛"은 1971년 공개된 대한민국의 영화이다.

## 배역
- 윤정희
- 최무룡
- 김희갑
- 황정순
- 이대엽
- 양훈
- 최창호
- 정기철
- 이승철
- 김소저
- 라정옥
- 권일정
- 이예성
- 임생출
- 손전
- 김경오
- 이승현
- 최영후